# アメリカ大統領のドイツ公式訪問
アメリカ大統領のドイツ公式訪問（アメリカだいとうりょうのドイツこうしきほうもん）では、アメリカ合衆国大統領がドイツ連邦共和国（1990年までは西ドイツ、それ以降はドイツ）を公式に訪問した記録について説明する。
戦後の1949年以降、12人の大統領がドイツ連邦共和国を公式訪問してきた。
ドワイト・D・アイゼンハワー大統領からジミー・カーター大統領までは一度ずつ、それ以降は複数回の公式訪問が記録されている。
この他に、大陸間の長距離移動の折りにドイツ国内の米軍空軍基地へ立ち寄ることもたびたびあったが、ここには含まれていない。
ドイツ民主共和国（東ドイツ）へは現職のアメリカ大統領は訪問していない。
1949年以前は、大西洋を横断しての公式訪問は困難な時代であり、公務としてドイツを訪問したのは1945年、第二次世界大戦末期にハリー・S・トルーマン大統領がポツダム会談のために来訪したのが唯一である。ただし、このときドイツは第二次世界大戦に敗北した後で、ベルリン宣言により、主権国家としての中央政府を持たない状態であった。

## 公式訪問記録

### アイゼンハワー
第34代、ドワイト・D・アイゼンハワー大統領(1953-1961)は戦後の新生ドイツ（西ドイツ）をアメリカ大統領として初めて公式訪問。1959年8月26日-27日、ボンを訪問。

### ケネディ
第35代、ジョン・F・ケネディ大統領(1961-1963)は1963年6月23日-26日、ベルリン（西ベルリン）、ケルン、ボン、ハーナウ、フランクフルト、ヴィースバーデンを訪問。

### ジョンソン
第36代、リンドン・ジョンソン大統領(1963-1969)は、1967年4月23日-26日、西ドイツ初代首相、コンラート・アデナウアーの国葬出席のため、ケルンとボンを訪問。

### ニクソン
第37代、リチャード・ニクソン大統領(1969-1974)は、1969年2月26日-27日、ボンとベルリン（西ベルリン）を訪問。

### フォード
第38代、ジェラルド・フォード大統領(1974-1977)は、1975年7月26日-28日、ヘルシンキで開催の全欧安全保障協力会議(ヘルシンキ宣言採択)への出席に際し、ボンとギーセンを訪問。

### カーター
第39代、ジミー・カーター大統領(1977-1981)は、1978年7月13日-17日、ボンで開催のG7サミットへの出席のため、ボン、フランクフルト、ベルリン（西ベルリン）を訪問。

### レーガン
第40代、ロナルド・レーガン大統領(1981-1989)は、在任中、3度訪問。
1982年6月9日-11日、ボンとベルリン（西ベルリン）を訪問。
1985年5月1日-6日、ボンで開催のG7サミットへの出席のため、ボン、ベルゲン・ベルゼン強制収容所跡地、ビットブルク、ノイシュタット・アン・デア・ヴァインシュトラーセ（ハンバッハ城）を訪問。
1987年6月11日-12日、ベルリン（西ベルリン）とボンを訪問。ベルリンでは有名な演説「この壁を壊しなさい!」を披露。

### G.H.W.ブッシュ
第41代、ジョージ・H・W・ブッシュ大統領（ブッシュ父、1989-1993）は在任中、3度訪問。
1989年5月30日-31日、ボン、マインツ、フランクフルト空軍基地を訪問。ヘルムート・コール首相とともに、ライン川を客船でオーバーヴェーゼルからコブレンツまで遊覧。
1990年11月18日、パリで開催の全欧安全保障協力会議への出席に際し、ドイツに6時間滞在。シュパイヤーの大聖堂を訪問後、ルートヴィヒスハーフェン・オッガースハイムのヘルムート・コール首相の私邸を訪問。1990年10月3日の東西ドイツの統一後としては、これが最初のアメリカ大統領の公式訪問となった。その際、旧東ドイツ地域には足を踏み入れることはなく、次のクリントン大統領が、1994年7月、統一後のベルリンを訪問した際に、初のアメリカ大統領として旧東ドイツ地域（旧東ベルリン地区）を訪れた。
1992年7月6日-8日、ミュンヘンで開催のG7サミット出席のため、ドイツを訪問。

### クリントン
第42代、ビル・クリントン大統領(1993-2001)は5度訪問。次のブッシュ大統領（子）と並んでオバマ大統領（6度）に次ぐ第2位。
1994年7月10日-12日、ボン、ルートヴィヒスハーフェン・オッガースハイム（コール首相の私邸）、ラムシュタイン、ベルリンを訪問。ベルリンではアメリカ大統領として初めて、旧東ドイツ地域（旧東ベルリン地区）を訪れた。なお、第33代、ハリー・S・トルーマン大統領は、第二次世界大戦末期の1945年7月16日-8月2日、ポツダム会談出席のため、ベルリン近郊・ポツダムのツェツィーリエンホーフ宮殿を訪れているが、これがアメリカ大統領としては史上最後にして唯一のソビエト連邦占領地区の訪問である。また、これは、クリントン
大統領(次の1998年5月のポツダム・アイゼナハ訪問)までの約半世紀の間、旧東ドイツ地域（ベルリン以外）への唯一の訪問記録となっていた。
1998年5月13日-14日、ベルリン、ポツダム、アイゼナハを訪問。
1999年は2度訪問。
1999年5月5日-6日、シュパングダーレム（ビットブルク・プリュム郡）、ラムシュタイン、フランクフルト（空軍基地のみ）、インゲルハイム、ボンを訪問。
1999年6月18日-21日、ケルンで開催のG7サミット出席のため、ケルンとボンを訪問。
2000年6月1日-3日、ベルリンとアーヘン（アーヘン市・カール大帝賞受賞のため）を訪問。

### G.W.ブッシュ
第43代、ジョージ・ウォーカー・ブッシュ大統領（ブッシュ子、2001-2009）は5度訪問。クリントン大統領と並んでオバマ大統領（6度）に次ぐ第2位。
2002年5月22日-23日、ベルリンを訪問。
2005年2月23日、マインツ、ヴィースバーデンを訪問。
2006年7月12日-13日、アンゲラ・メルケル首相の選挙区を訪問。シュトラルズント、トリンヴィラースハーゲン（フォアポンメルン州北部）、ハイリゲンダム（バルト海沿岸）を訪問。
2007年6月5日-8日、ハイリゲンダムで開催のG7サミットに出席。
2008年6月11日、ベルリン近郊の迎賓館、メーゼベルク宮殿を訪問。

### オバマ
第44代、バラク・オバマ大統領(2009-2017)は6度訪問。アメリカ大統領として最多。
2009年4月3日-4日、NATOサミット出席のためバーデンバーデンを訪問。独仏国境の町、ケールを訪問し、国境となっているライン川のヨーロッパ橋をNATO首脳らともに渡り、徒歩で独仏国境を横切るパフォーマンスを見せた。
2009年6月4日-5日、ドレスデン、ヴァイマール近郊のブーヘンヴァルト強制収容所跡地、ラントシュトゥールの米軍病院を訪問。
2013年6月18日-19日、ミシェル夫人と2人の娘を同伴し、初めてベルリンを訪問し、ブランデンブルク門（かつて東西ベルリンを分断していた門）の東側で演説を披露。米国への帰路、ラムシュタインの米軍空軍基地に滞在。
2015年6月7日-8日、エルマウ城で開催のG7サミット出席のため、クリュンを訪問。
2016年4月24日-25日、ハノーファー・メッセ2016に出席のため訪問。アンゲラ・メルケル首相とともにハノーファー・メッセの開会を宣言した。
2016年11月16日-18日、オバマ大統領の「ヨーロッパお別れツアー」の一環でベルリンを訪問。次期大統領選が終了して次期大統領が確定している期間の訪問としては初めてとなった。フランスのフランソワ・オランド大統領、イタリアのマッテオ・レンツィ首相、英国のテリーザ・メイ首相、スペインのラホイ首相と面会し会談した。

### トランプ
第45代、ドナルド・トランプ大統領(2017-)は、2017年7月6日-8日、ハンブルクで開催のG20サミット出席のため訪問。アメリカ大統領として、ドイツ第二の都市ハンブルクへの初めての訪問となった。